# Týnec (Dobrovice)
Týnec (nářečně Tejnice) je vesnice v okrese Mladá Boleslav, je součástí města Dobrovice. Nachází se 1,5 kilometru severovýchodně od Dobrovice. Sídlo leží na jižním svahu Chloumeckého hřbetu, poblíž vrcholu U doubku. Nadmořská výška daného katastrálního území se pohybuje v rozmezí 245–367 metrů.

## Historie
První písemná zmínka o vesnici pochází z roku 1255. kdy byla v majetku Hostilky, vdovy po Markvartovi ze Března, která ji darovala boleslavským svatomářským křižovníkům.[zdroj?]
Od roku 1850, kdy vznikly obce jako samosprávné celky, byl Týnec samostatnou obcí. Od 1. ledna 1980 je součástí města Dobrovice. Mezi lety 1850 a 1930 spadala pod Týnec osada Holé Vrchy.

## Památky
- Kostel svaté Anny